# Gábor Székelyhidi
Gábor Székelyhidi (* 1981) ist ein Mathematiker, der sich mit Differentialgeometrie befasst.
Gábor Székelyhidi, der Bruder von László Székelyhidi, studierte an der Universität Cambridge (Trinity College) mit dem Bachelor-Abschluss 2002 (Teil 3 der Tripos 2003 mit Auszeichnung) und wurde 2006 am Imperial College London bei Simon Donaldson promoviert (Extremal metrics and K-stability). Als Post-Doktorand war er an der Harvard University und war 2008 bis 2011 Ritt Assistant Professor an der Columbia University. 2011 wurde er Assistant Professor, 2014 Associate Professor und 2016 Professor an der University of Notre Dame.
Er befasst sich mit geometrischer Analysis und komplexer Differentialgeometrie (Kählermannigfaltigkeit), unter anderem Existenz kanonischer Metriken (wie extremale Kähler und Kähler-Einstein-Metriken) auf projektiven Flächen.
2014 war er  eingeladener Sprecher auf dem Internationalen Mathematikerkongress in Seoul (Extreme Kähler metrics).

## Schriften (Auswahl)
- mit Tosatti, Weinkove: Gauduchon metrics with prescribed volume form, Acta Mathematica, Band 219, 2017, S. 181–211
- An introduction to extremal Kähler metrics, Graduate Studies in Mathematics 152, AMS 2014
- On blowing up extremal Kähler manifolds, Duke Math. J., Band 161, 2012, S. 1411–1453, Teil 2, Invent. Math., Band 200, 2015, S. 925–977
- The Kähler-Ricci flow and K-polystability, Am. J. Math., Band 132, 2010, S. 1077–1090
- Greatest lower bounds on the Ricci curvature of Fano manifolds, Compositio Mathematica, Band 147, 2011, S. 319–331
- mit Valentino Tosatti: Regularity of weak solutions of a complex Monge-Ampere equation, Anal. PDE, Band 4, 2011, S. 369–378
- Extremal metrics and K-stability, Bull. London Math. Soc., Band 39, 2007, S. 76–84
- An introduction to extreme Kaehler metrics (PDF; 916 kB)